# Berit Bölander
Berit Solveig Bölander, född Lindquist 10 augusti 1939 i Jakobs församling i Stockholm, är en svensk barnskötare och politiker (socialdemokraterna).
Berit Bölander tjänstgjorde som ersättare i riksdagen för Stockholms kommuns valkrets i olika omgångar 1983, 1984 och 1985–1988.